# Alexandre de Fauris de Saint-Vincens
Pour les autres membres de la famille, voir Fauris de Saint-Vincens.
Alexandre de Fauris de Saint-Vincens (Aix-en-Provence, 1er septembre 1750–id., 15 novembre 1819), était un magistrat, archéologue, numismate et homme politique français des XVIIIe et XIXe siècles. Estimé et respecté par la population d'Aix, il est emprisonné au commencement de la Révolution. Passionné par l'histoire d'Aix, il est aussi un collectionneur de pièces de monnaie provençales et un conservateur du patrimoine aixois, fortement menacé sous la Terreur.
Il exerce la fonction de maire d'Aix-en-Provence de 1808 à 1809.

## Biographie
Alexandre-Jules-Antoine de Fauris-Saint-Vincens est le second enfant de :
- Jules François Paul de Fauris (21 juillet 1718 - Aix-en-Provence, baptisé en l'église du Saint-Esprit ✝ 23 octobre 1798), marquis de Saint-Vincens, seigneur de Gentiac (Liorac-sur-Louyre), Noyers, Aigremont, conseiller au parlement de Provence (10 octobre 1737), président à mortier au parlement de Provence (en la charge d’André Elzéar d'Arbaud de Jouques, 10 mars 1746), deuxième président (1776), érudit, archéologue et historien, membre libre de l'Académie des inscriptions et belles-lettres (1786) ;
- et de Julie de Villeneuve de Vence (1726 ✝ 1778), fille d'Alexandre Gaspard de Villeneuve (11 janvier 1704 - Antibes ✝ 20 novembre 1774 - Aix-en-Provence), marquis de Vence, baron de Groslières, seigneur de Puget, et de Sophie de Simiane (1701 ✝ 3 mai 1769 - Aix-en-Provence) — Julie est petite-fille de Pauline de Grignan et arrière-arrière-petite-fille de Madame de Sévigné.

Issu d'une illustre famille aixoise originaire de Manosque, agrégée à la noblesse à la fin du XVIe siècle par simple usurpation de qualifications, Alexandre de Fauris de Saint-Vincens est né le 1er et baptisé le 3 septembre 1750 à Aix-en-Provence, paroisse du Saint-Esprit. Il reçoit une éducation religieuse au collège de Juilly. Son ambition est alors de se faire un nom dans les Lettres.
Il est reçu conseiller en la sénéchaussée de Provence le 10 novembre 1775 tout en poursuivant ses études, comme il est de coutume pour les fils de magistrats. Son père, passionné par l'histoire et numismate renommé, lui permet d'étendre sa culture et l'initie à l'archéologie. Alexandre de Fauris de Saint-Vincens est considéré par ses contemporains comme un homme toujours gai, aimant « saisir les ridicules et mêler dans ses discours une raillerie pleine de finesse, sans jamais blesser ceux qui en étaient l'objet. On retrouv[e] en lui le genre d'esprit et de plaisanterie qui fait lire avec tant de plaisir les lettres de son illustre aïeul. » En 1781, il épouse Marguerite Dorothée de Trimont, descendante de l'intellectuel provençal Nicolas-Claude Fabri de Peiresc. Il reçoit de son père, le 11 juillet 1782, la charge de président à mortier au parlement de Provence tout en consacrant son temps libre à l'étude d'auteurs anciens et modernes. Il occupe son poste de président du Parlement jusqu'à la suppression des cours souveraines en 1789.

### Les années de la Révolution et de la Terreur

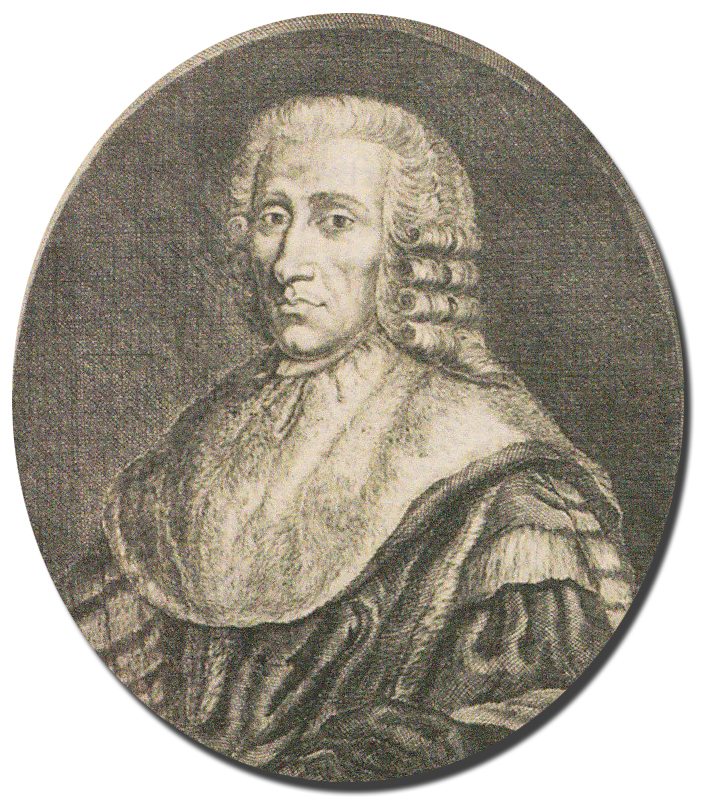
Jules-François-Paul Fauris de Saint-Vincens (1718-1798), père d'Alexandre de Fauris de Saint-Vincens.

L'avènement de la Révolution française fait craindre à Fauris de Saint-Vincens et à son père, en historiens éclairés, la destruction massive de monuments médiévaux de la ville d'Aix. Ne pouvant l'en empêcher, ils prennent les devants en recrutant plusieurs jeunes dessinateurs chargés d'exécuter les croquis des bâtiments anciens les plus importants de la ville. Parmi ces jeunes gens figurent de futurs grands peintres de l'Aix du XIXe siècle, dont Jean-Antoine Constantin ou François Marius Granet. Le père et le fils perdent tous deux leurs charges de magistrat et subissent de nombreuses attaques. Alexandre de Fauris de Saint-Vincens décide de consacrer ce temps à l'étude. Tous deux sont arrêtés comme suspects en 1793. Rapidement, la santé du père se détériore. Les deux hommes sont libérés sur l'intervention de Paul Barras. De Fauris de Saint-Vincens contribue alors à cacher des prêtres aixois, mais fait aussi transférer d'importantes sommes d'argent en Italie pour y aider des miséreux.

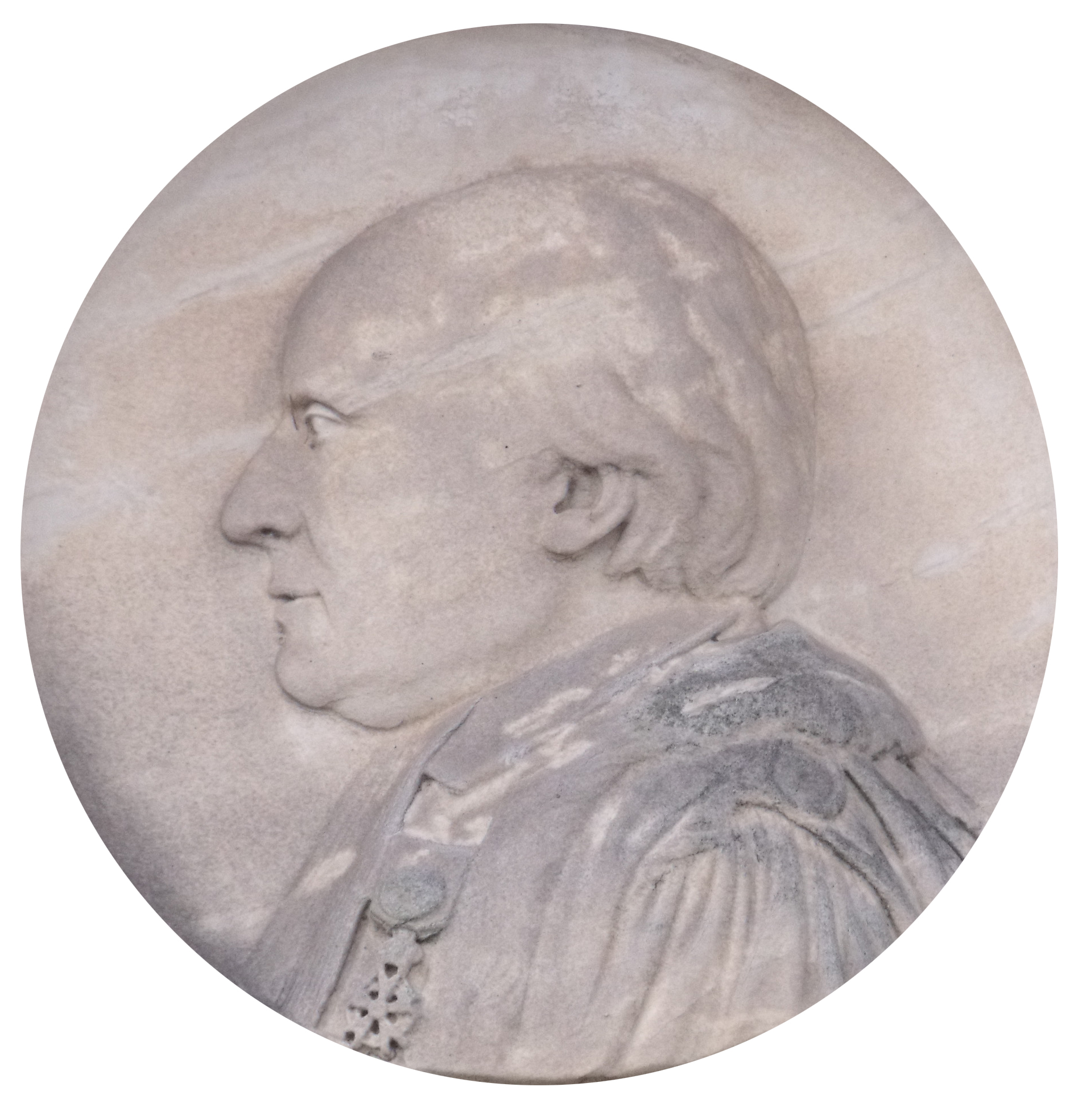
Alexandre de Fauris de Saint-Vincens. Effigie sur sa pierre tombale.

Ils participent alors à des échanges épistolaires avec Aubin-Louis Millin de Grandmaison, un naturaliste ien, qui les introduit auprès de nombreux littéraires. Ceux-ci vont leur permettre de se constituer une imposante collections de pièces ou de dessins. Alexandre de Fauris de Saint-Vincens se consacre alors à des travaux de numismatique et d'archéologie. Son grand projet est l'écriture d'un livre d'histoire consacré à Aix-en-Provence et à ses institutions. Il s'y emploie jusqu'à la mort de son père (1798). Dans le même temps, il compose un ouvrage sur le roi René. Après la mort de Fauris de Saint-Vincens père, il lui consacre une Notice, publiée à Aix chez Henricy en 1800 et rééditée en 1804. Il procède ensuite à la réédition de mémoires écrits par son père, qu'il augmente considérablement, sur la numismatique provençale. Fauris de Saint-Vincens devient alors un collectionneur obsédé par la découverte de nouvelles pièces. Son cabinet grossit. Il cherche dans le même temps à faire un inventaire des monuments médiévaux d'Aix qui auraient échappé à la Terreur. Il parvient ainsi à retrouver plusieurs tableaux qu'il donne à des églises,.
En 1799, il est nommé premier président du tribunal d'appel des Bouches-du-Rhône, mais refuse le poste, considérant que les institutions sont encore trop peu stables. Il continue toutefois de jouir de l'estime des Aixois, jouant un rôle de juge informel dans le cadre d'affaires domestiques dans lesquelles il est régulièrement consulté. Durant la même période, il occupe la charge d'administrateur des hôpitaux d'Aix.
Malgré le temps qu'il consacre à ses fonctions officielles, il reste fidèle à ses passions. Il est ainsi nommé en 1807 correspondant de la classe de littérature ancienne à l'Académie des inscriptions et belles-lettres. Son amitié avec Millin, née sous la Révolution, lui permet de réunir un très grand nombre de lettres liées à la correspondance de Peiresc, qu'il cherche à faire éditer depuis plusieurs années. Jusqu'à la fin de sa vie, il se consacre à les mettre en ordre. Mais sa fortune ayant diminué, il ne peut procéder à leur édition à ses frais et utilise les services du Magasin encyclopédique pour les faire régulièrement publier.

### Maire d'Aix-en-Provence puis député

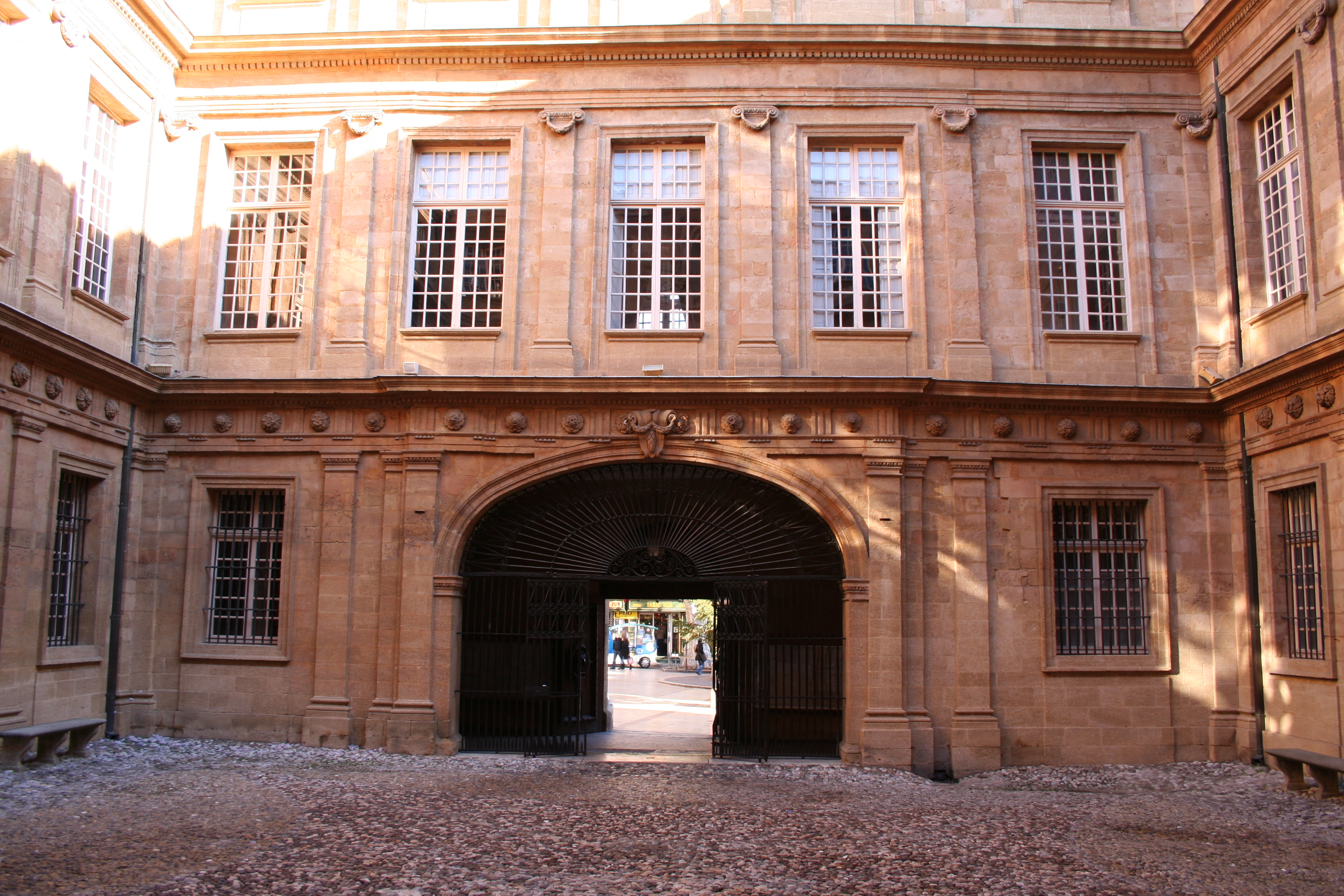
L'hôtel de ville d'Aix qu'occupe de Fauris de Saint-Vincens de 1808 à 1809.

Fauris de Saint-Vincent  devient maire de la ville d'Aix entre 1808 et 1809 ; il démissionne bientôt parce qu'il désapprouve la marche des événements. Il est élu par le Sénat conservateur, député des Bouches-du-Rhône au Corps législatif, le 2 mai 1809. Lors des années suivantes, il fait des aller-retours incessants entre Aix et Paris.
Membre de l'Académie d'Aix-en-Provence, dès sa création en 1808, Fauris de Saint-Vincent en a la présidence de 1813 à 1814. Le 1er juin 1811, il est nommé second président de chambre à la cour impériale d'Aix, et se voit confirmé dans les mêmes fonctions, à la cour royale réformée par Sa Majesté Louis XVIII (29 février 1816). Il est créé chevalier de l'Empire le 30 septembre 1811.
Comme député, il avait adhéré à la déchéance de Napoléon Ier. Il passe, en 1814, à la Chambre des députés. Il ne paraît guère à la tribune : toutefois il y prononce une opinion dans laquelle il insiste fortement pour que la franchise soit accordée au port de Marseille.
Les fonctions publiques que Fauris de Saint-Vincent a remplies pendant longtemps ne l'ont pas empêché de se livrer à l'étude des sciences, à celle de l'histoire et de l'archéologie en particulier : membre libre de l'Académie des Inscriptions et Belles-Lettres, il laisse une riche collection de médailles, d'objets d'art et d'antiquités, et publie quelques écrits estimés sur des matières d'érudition.
Il fait aussi de nombreuses communications archéologiques lors des séances de l'Académie. Collectionneur passionné, auteur de nombreux articles sur la numismatique, l'histoire et les monuments d'Aix, il joue un rôle fondamental dans la sauvegarde du patrimoine aixois et fait notamment dessiner, en 1790, les principaux monuments d'Aix et de Marseille. L'académie des Inscriptions et belles-lettres récompense ses efforts en le plaçant le 7 août 1816 sur la liste de ses membres associés libres.

### Fin de vie
En 1818, il est atteint d'une maladie qui le fait considérablement souffrir, peut-être un cancer du côlon. Il part à l'automne à la campagne et revient à Aix, alors que son état semble s'être amélioré. Mais il ne change pas ses habitudes de vie et rapidement ses forces déclinent. Il est fréquemment atteint de fortes fièvres. Sa dernière étude sera consacrée à la découverte d'une inscription du Xe siècle qui servait de banquette dans le cloître de la cathédrale. Il y consacre tout son temps et son énergie. En juin 1819, il éprouve de violentes douleurs dans les intestins et des nausées. Son lit est entouré de livres d'histoire et de piété et il conserve des objectifs, ne comprenant pas que son temps est compté. Après une dernière crise de fièvre et de colique, il meurt le 15 novembre 1819 dans l'hôtel familial de Raousset-Boulbon qu'il habite, au no 14 du cours Mirabeau, acheté en 1739 par son grand-père, Antoine de Fauris.
Ses restes sont transférés au cimetière Saint-Pierre d'Aix-en-Provence le 28 juin 1843 sur la demande de l'Académie d'Aix. Un monument s'y dresse en son honneur, au sommet duquel est sculpté son portrait. Ce monument est financé à la fois par l'Académie et la municipalité de la ville et le terrain est offert par la ville.

## Œuvres
Fauris de Saint-Vincent avait publié quelques écrits estimés sur des matières d'érudition, telles que :
- « Description d'un trésor trouvé à Rome, au pied du mont Esquilin, lors des fouilles faites en 1794, dans le jardin des religieuses de Saint-François de Paule », in Magasin encyclopédique, t. 1, 1796, p. 357 ;
- « Notice sur quelques anciennes médailles de Velia », in ibid., t. 3, 1799, p. 475 ;
- « Mémoire sur l'état du commerce en Provence pendant le XVe siècle », in ibid., t. 3, 1801, p. 433 ;
- « Mémoire sur un buste de marbre trouvé à Marseille et que l'on a prétendu représenter Agrippine », in ibid., t. 4, 1801, p. 352 ;
- « Notice d'un monument consacré à la mémoire de Peiresc », in ibid., t. 6, 1803, p. 198 ;
- « Découverte d'antiquité à Conil », in ibid., t. 6, 1803, p. 413 ;
- Mémoire sur l'ancienne position de la cité d'Aix, Paris, 1812 ;
- Mémoire sur l'ancienne cité d'Aix, nommée par les Romains Aquae Sextiae, sur sa position prouvée par les débris des monumens qui y ont existé – lu à l'Académie d'Aix, le 2 mai 1812, par L.P.D.S.V., impr. Augustin Pontier, Aix-en-Provence, 32 pages ;
- Notice sur les lieux où les Cimbres et les Teutons ont été défaits par Marius, et sur le séjour et la domination des Goths en Provence, Paris, 1814 ;
- Mémoire sur l'état des lettres et des arts, et sur les mœurs et usages suivis en Provence dans le XVe siècle, Paris, 1814 ;
- Mémoire sur les bas-reliefs des murs et portes extérieurs de Notre-Dame de Paris, et sur les bas-reliefs extérieurs du chœur de la même église, Aix-en-Provence, 1815, etc.

## Fonctions et distinctions

### Fonctions
- Conseiller en la sénéchaussée de Provence (10 novembre 1775).
- Président à mortier au parlement de Provence (charge de son père, 11 juillet 1782 - 1789).
- Maire d'Aix-en-Provence (13 août 1808 - 20 novembre 1809).
- Député des Bouches-du-Rhône au Corps législatif (2 mai 1809).
- Président de chambre à la cour impériale puis royale d'Aix (1er juin 1811 (confirmé le 29 février 1816) - 1819).
- Député des Bouches-du-Rhône à la Chambre des députés (1814).

### Titres
- Chevalier de l'Empire (30 septembre 1811).

### Distinctions
- Officier de la Légion d'honneur.

### Règlement d'armoiries
- Armes des Fauris de Saint-Vincens : Écartelé : aux I et IV, d'argent à la guivre (ou couleuvre) de sinople ; aux II et III, d'azur à la colombe d'argent[1],[22],[23],[24].
- Armes de Chevalier de l'Empire : Parti d'argent à la guivre (ou couleuvre) de sinople, et d'azur à la colombe d'argent ; à la champagne de gueules chargée du signe des chevaliers légionnaires brochant sur le parti[22].